# Остолопово (Весьегонский район)
Остолопово — деревня в Весьегонском муниципальном округе Тверской области России.

## География
Деревня расположена в 41 км на юг от районного центра города Весьегонска.

## История
В 1860 году в селе была построена каменная Вознесенская церковь с 3 престолами, метрические книги с 1800 года.
В конце XIX — начале XX века село входило в состав Кесемской волости Весьегонского уезда Тверской губернии. 
С 1929 года деревня являлась центром Остолоповского сельсовета Весьегонского района Бежецкого округа Московской области, с 1935 года — в составе Овинищенского района Калининской области, с 1956 года — вновь в составе Весьегонского района, с 2005 года — в составе Кесемского сельского поселения, с 2019 года — в составе Весьегонского муниципального округа. 

## Население
| 1859 | 2010 |
| ---- | ---- |
| 92   | ↘65  |

## Достопримечательности
В деревне расположена недействующая Церковь Вознесения Господня (1860).